# Tjeldsundet
Tjeldsundet er et ca. 43 km langt sund mellem Hinnøya og Tjeldøya, samt fastlandet i Troms og Finnmark og Nordland fylker i Norge. Sundet strækker sig fra omkring Gressholman (= Græsholmene) i den sydlige ende af Vågsfjorden i nord, til Lødingen og Ofotfjorden mod syd. Lødingen og Tjeldsund kommuner i Nordland fylke og Skånland og Harstad kommuner i Troms fylke grænser til Tjeldsundet.
Europavej E10 går langs nordsiden af sundet, og krydser det ved Tjeldsundbroen (åbnet i 1967), som krydser Steinslandsstraumen i den nordlige del af Tjeldsundet mellem Leikvikhamn i Harstad og Steinsland i Skånland.
I december 1943 blev nye tyske ubåde omdirigeret fra Lofoten til Bjørnøya. Luftwaffe sendte opklaringsfly op, og kun én ubåd nåede ikke frem. I Tjeldsundet stødte U-711 sammen med en tysk forpostbåd, der holdt for stor fart. Ubåden fik store skader og måtte til reparation i Trondheim med ankomst lillejuleaften, mens mandskabet fik en uventet orlov til jul. Men skipperen på forpostbåden havde i panik beordret besætningen til at springe over bord. Det var en tragisk fejl, der kostede mange unge livet i det iskolde vand. I det buldrende mørke klarede ubåden kun at redde et fåtal. Skipperen skød sig senere i fortvivlelse.